# Circus-Welt
Circus-Welt, auch bekannt als Zirkuswelt und Held der Arena (Originaltitel: Circus World), ist ein US-amerikanisches Filmdrama mit John Wayne, Claudia Cardinale und Rita Hayworth aus dem Jahr 1964. Regie führte Henry Hathaway.

## Handlung
Matt Masters, amerikanischer Zirkusbesitzer des frühen 20. Jahrhunderts, fasst den Entschluss, mit seiner erfolgreichen Show auch durch Europa zu reisen. Insgeheim hofft er, dabei die untergetauchte Artistin Lili Alfredo wiederzufinden, bei der es sich um die Mutter seines Mündels Toni handelt. Vor vielen Jahren verband ihn und Lili zudem eine tiefe Liebe. Als jedoch Lilis Ehemann, der damals beste Trapezkünstler des Zirkus, Wind davon bekam, stürzte er sich aus Eifersucht in den Tod. Voller Schuldgefühle für seinen Selbstmord verließ Lili daraufhin den Zirkus und damit auch ihre kleine Tochter Toni, die anschließend in Matts Obhut aufwuchs und nie erfahren hat, wie sie ihre Eltern verlor.
Bei der gefeierten Ankunft des Zirkusschiffes in Barcelona kommt es zu einer Katastrophe: Zunächst geht ein Mann über Bord, worauf sich die große Menge an Passagieren neugierig auf nur eine Seite des Schiffs bewegt, das dadurch kentert. Zwar können alle Menschen und Tiere gerettet werden, doch die technische Ausstattung des Zirkus, insbesondere das große Zelt, ist verloren. Matt, Toni und ihrem Verehrer Steve McCabe bleibt nichts anderes übrig, als vorerst in einer lokalen Wild-West-Show aufzutreten. Aufgrund ihres großen Erfolgs bei dem Spektakel ist Matt wider Erwarten fest entschlossen, seinen Zirkus in Spanien während der Wintermonate neu aufzubauen. Zu diesem Zweck reisen sie durch ganz Europa, um die besten Artisten unter Vertrag zu nehmen, wie etwa Aldo Alfredo, den Bruder von Lilis Ehemann, den sie als Hochseilkünstler engagieren. Als Matt eines Tages Lili im Publikum erkennt, versucht er, sie zur Rede zu stellen. Sie schämt sich zutiefst für ihr Leben und ihre inzwischen heruntergekommene Erscheinung. Sie möchte auf keinen Fall, dass Toni von ihr erfährt.
In Hamburg findet Matt heraus, dass Lili viele Jahre im Kloster lebte und danach immer stärker dem Alkohol verfiel. Umso mehr ist er überrascht, als Lili ihn eines Abends um eine Arbeit als Hochseilartistin bittet. Dabei beharrt sie weiterhin darauf, ihre Identität vor Toni zu verbergen. Zunächst scheint dies auch zu funktionieren, dann jedoch bricht Aldo Alfredo, Lilis ehemaliger Schwager, sein Schweigen und lässt Toni anonym einen Zeitungsartikel zukommen, in dem die Umstände, die zum Tod ihres Vaters führten, durch eine schamlose Affäre von Lili und Matt maßlos übertrieben dargestellt werden. Toni ist fassungslos und fühlt sich von allen hintergangen. Nachdem sie ihre Mutter wütend mit dem Artikel konfrontiert hat, setzt Matt ihr die andere Seite auseinander: Lili sei in ihrer Ehe todunglücklich gewesen, doch eine Scheidung sei für ihren Mann nicht in Frage gekommen. Nur dank Matts Liebe habe Lili ihr Schicksal ertragen können.
Während dieser Auseinandersetzung direkt vor der Generalprobe im neuen Zirkuszelt bricht ein Feuer aus. Um einen möglichst großen Teil des Zeltes vor den Flammen zu retten, klettern Lili und Toni die Seile hinauf, um die schon brennenden Stoffbahnen von den unversehrten zu trennen. Gemeinsam schaffen sie es in letzter Minute und liegen sich anschließend erleichtert in den Armen. Schon am nächsten Abend führen sie in einem teiloffenen Zelt eine umjubelte Show im Herzen Wiens auf. Beide Frauen strahlen vor Glück, und Matt kann endlich einer gemeinsamen Zukunft mit Lili entgegenblicken.

## Hintergrund

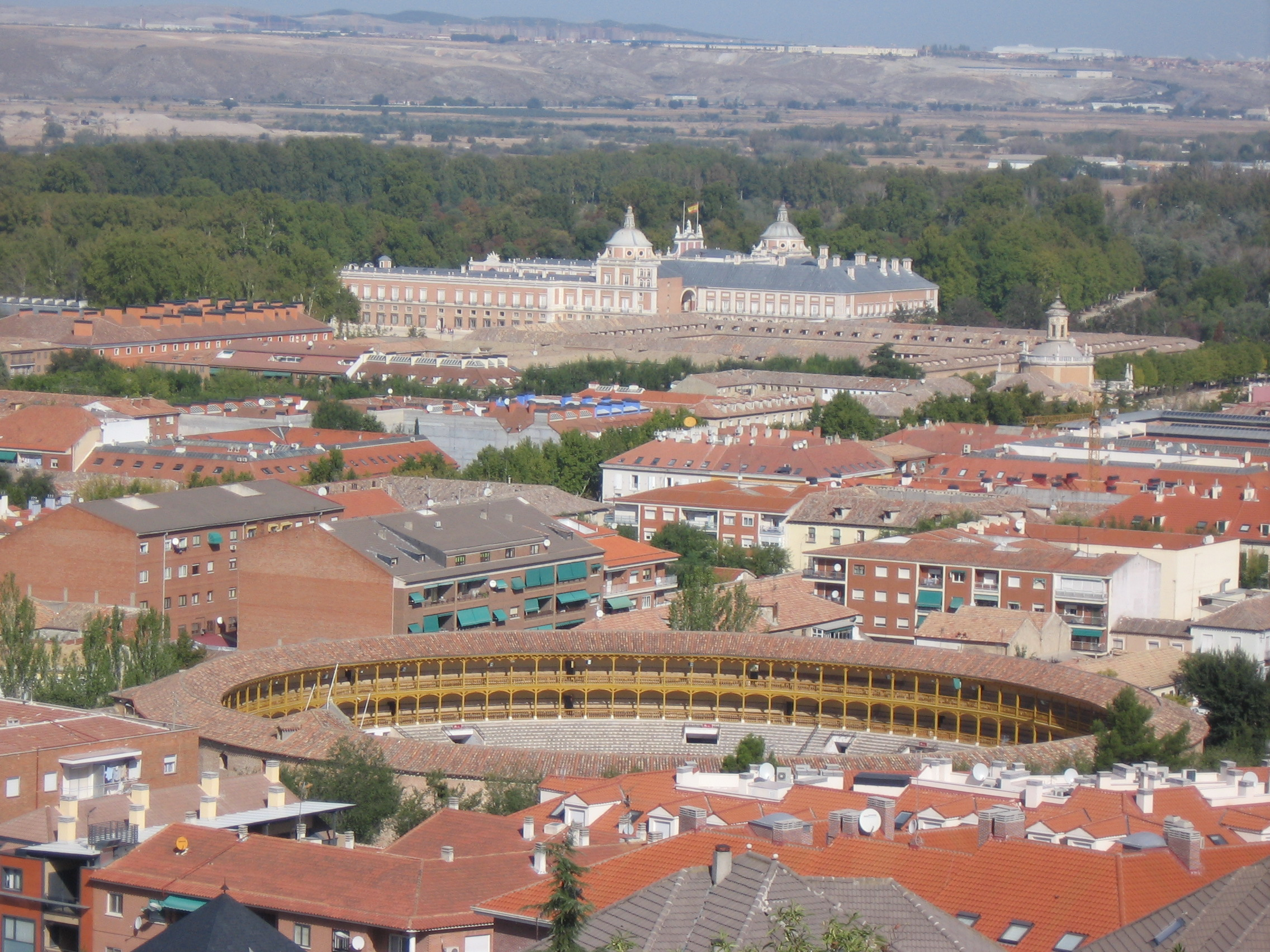
Die Stierkampfarena von Aranjuez, der Schauplatz der Wild-West-Show

Ursprünglich sollte Frank Capra die Regie von Circus-Welt übernehmen. Er verließ jedoch das Projekt, als John Wayne darauf bestand, das Originalskript von Ben Hecht durch seinen Lieblingsautor James Edward Grant überarbeiten zu lassen. Auch Schauspieler David Niven, der die Rolle des Cap Carson spielen sollte, zog sich aufgrund seiner Unzufriedenheit mit dem neuen Drehbuch vom Projekt zurück. Für die Rolle der Lili Alfredo war zunächst Lilli Palmer vorgesehen. Sie wurde durch Rita Hayworth ersetzt.
Die Dreharbeiten fanden unter Mitwirkung des damaligen „Rennbahn-Circus Franz Althoff“ statt, dessen spezielle Bauweise in die Filmhandlung integriert wurde. Drehorte waren unter der Regie von Henry Hathaway Barcelona, die Samuel Bronston Studios in Madrid, Aranjuez, Toledo, London, Paris und Wien. Aufgrund ihrer Schwierigkeiten, sich die Dialoge einzuprägen, wird vermutet, dass Rita Hayworth zur Zeit des Drehs bereits an den ersten Symptomen der Alzheimerschen Krankheit litt, die bei ihr erst Jahre später diagnostiziert wurde. Auch John Wayne plagten Gesundheitsprobleme während des Drehs; er befand sich in den ersten Stadien von Lungenkrebs.
Jahrzehnte später wurden die Dreharbeiten in Barcelona Grundlage des Romans Nachrichten aus der wirklichen Welt (Noticias Del Mundo Real, 1999) des spanischen Schriftstellers Juan Miñana. Darin begeben sich zwei spanische Jungen auf die Suche nach John Wayne, der unter mysteriösen Umständen vom Filmset verschwunden ist.

## Rezeption

### Veröffentlichung
Circus-Welt kam am 25. Juni 1964 in die US-amerikanischen Kinos und ging am 10. Dezember 1964 in den deutschen Verleih. 2002 erschien der Film in Deutschland erstmals auf DVD. 2004 wurde der Film auch unter dem Titel Zirkuswelt – Held der Arena und 2010 als Held der Arena auf DVD veröffentlicht. Im deutschen Fernsehen wurde er am 2. September 2007 bei Kabel Eins gezeigt. Am 12. Februar 2015 folgte eine Veröffentlichung auf Blu-ray.

### Kritiken
Für das Lexikon des internationalen Films war Circus-Welt ein „[m]it Showeffekten überladenes Spektakel aus dem Zirkusmilieu“. Dadurch, dass der „aufwendig, aber konventionell inszenierte und hochkarätig besetzte Film […] dem Comeback Rita Hayworths dienen“ sollte, sei er „nicht frei von Sentimentalitäten“. „Sentimental, aber prächtig gefilmt und toll besetzt“, urteilte Cinema. Sound Stage schrieb seinerzeit, dass der Erfolg des Films „von der Zugkraft seiner Stars und seiner Story“ abhänge. Rita Hayworth habe dabei „die beste Rolle des Films“ und liefere auch „die beste Darbietung“.
„Die Makel dieses Films sind so zahlreich, dass es sinnlos wäre, ins Detail zu gehen“, befand Films in Review. In der Rolle einer Frau mittleren Alters liefere jedoch Rita Hayworth eine überraschend „gute“ Leistung und sei damit „die einzig gute Sache an Circus-Welt“. „Diesen Film auszuhalten“, so das US-Magazin Time, entspreche „einen Elefanten für zwei Stunden und fünfzehn Minuten auf seinem Schoß sitzen zu lassen“.

### Auszeichnungen
Bei der Verleihung der Golden Globe Awards 1965 erhielt der Film einen Golden Globe in der Kategorie Bester Filmsong, in der sich Dimitri Tiomkin und Ned Washington mit ihrem Titelsong Circus World unter anderem gegen From Russia with Love von John Barry, Lionel Bart und Monty Norman aus Liebesgrüße aus Moskau durchsetzen konnten. Rita Hayworth war zudem als beste Hauptdarstellerin nominiert. Bei den Laurel Awards erhielt John Wayne eine Nominierung als bester Hauptdarsteller in einem Action-Drama.

## Deutsche Fassung
Die deutsche Synchronfassung entstand 1964 bei der Synchronproduktion Berlin unter der Synchronregie von Edgar Flatau.
| Rolle                    | Darsteller          | Synchronsprecher   |
| ------------------------ | ------------------- | ------------------ |
| Matt Masters             | John Wayne          | Arnold Marquis     |
| Toni Alfredo             | Claudia Cardinale   | Marianne Mosa      |
| Lili Alfredo             | Rita Hayworth       | Tilly Lauenstein   |
| Cap Carson               | Lloyd Nolan         | Heinz Engelmann    |
| Aldo Alfredo             | Richard Conte       | Paul Edwin Roth    |
| Steve McCabe             | John Smith          | Thomas Braut       |
| Hilda                    | Katherine Kath      | Beate Hasenau      |
| Frau Schumann            | Wanda Rotha         | Tina Eilers        |
| Billy Hennigan           | Miles Malleson      | Erich Kestin       |
| Barcelonas Bürgermeister | José María Caffarel | Hans Walter Clasen |
| Zirkusdirektor           | Robert Cunningham   | Heinz Petruo       |
| Emil Schumann            | Hans Dantes         | Gerd Martienzen    |
| Barmann                  | Moustache           | Fritz Tillmann     |